# 托雷斯德亚尔卡纳德雷
托雷斯德亚尔卡纳德雷，是西班牙阿拉贡自治区韦斯卡省的一个市镇。总面积18平方公里，总人口127人（2001年），人口密度7人/平方公里。